# Sudden Death
Sudden Death (englisch plötzlicher Tod) ist im Sport die Spielentscheidung durch das erste gefallene Tor bzw. die ersten erzielten Punkte in einer Spielverlängerung.

## Sportarten
- Im Darts wird bei den Turnieren der Weltmeisterschaft und beim World Matchplay ein Vorsprung von zwei Legs zum Sieg benötigt. Ist dieser auch nach dem vorher gespielten Tie-Break nicht erreicht, wird ein Sudden-Death-Leg gespielt, dessen Gewinner das Spiel für sich entscheidet. Vor Beginn dieses Legs entscheidet jeweils ein Wurf auf das Bullseye über den Anwurf im finalen Leg.
- Eishockey: Verlängerungen gibt es in verschiedensten Längen und Varianten, Details siehe Overtime
- American Football: 1974 führte die NFL für Spiele der regulären Saison eine 15-minütige Verlängerung nach der Sudden Death-Methode ein. 2017 wurde sie auf 10 Minuten gekürzt. Das Spiel endete unentschieden, wenn keine der beiden Mannschaften in der Verlängerung ein Touchdown erzielte. Es folgten Abwandlungen, bei denen die zuerst angreifende Mannschaft einen Touchdown erzielen musste. Gelang ihr das nicht und sie musste punten, genügte dem Gegner das Erzielen eines Fieldgoals, um das Spiel zu beenden.
- Fußball: Von 1993 bis 2004 von FIFA und UEFA unter der Bezeichnung Golden Goal bzw. Silver Goal (ab 2002)
- Seit der Saison 2010/2011 wird in jedem Floorball-Spiel nach Unentschieden eine zehnminütige Verlängerung mit Sudden Death ausgespielt. Der Gewinner erhält zum Punkt für das Unentschieden einen weiteren Punkt, wird kein Tor erzielt, bleibt es beim Unentschieden.[1]
- Im Golf wird in einigen Wettbewerben nach Gleichstand so lange weitergespielt, bis ein Spieler ein Loch gewonnen hat.
- Im Lacrosse werden Verlängerungen von drei (Damenlacrosse in der NCAA)[2] bzw. vier (World Lacrosse und Herrenlacrosse in der NCAA) Minuten[3][4][5] mit Sudden Death ausgespielt.
- Im Unterwasser-Rugby erfolgt bei Spielentscheidungen eine fünfzehn-minütige Sudden-Death-Verlängerung.
- Im Snooker gibt es bei Turnierspielen nach Gleichstand die „Re-spotted black“ oder als Sonderfall beim Snooker Shoot-Out die „sudden death blue ball shoot-out“-Regel.
- Im Kanupolo gibt es bei Entscheidungsspielen nach Gleichstand fünf-minütige Verlängerungen, bis eine Mannschaft ein Tor erzielt.
- Im Tennis wurde 2014 im Format Fast4 Tennis ein Sudden-Death beim Stand von 3:3 eingeführt. Es folgt bei diesem Spielstand ein verkürztes Tie-Break bis 5 Punkte mit Sudden-Death beim Stand von 4:4.[6]